# Šipan
La isla de Šipan o Giuppana es la de mayor tamaño de las Islas Elaphitis, a 17 km de Dubrovnik, Croacia; están separadas de la costa por el canal de Kolocepski, con una extensión de 16.5 km². Su población es de 500 habitantes.
Tiene dos cimas de materiales calizos, el punto más alto es el Velji (243 m) en el noreste, el más bajo se encuentra en el sureste rodeado por una depresión de materiales dolomitas , en la que se cultivan olivo, higueras, vinos, algarrobos, almendras, naranjas y cítricos.